# Guzmánie
Guzmánie (Guzmania) je rod rostlin z čeledi broméliovitých.

## Popis
Rod Guzmania tvoří více než 120 druhů stálezelených epifytických bromélií, které nesou jméno španělského přírodovědce Anastasia Guzmana. Guzmánie má zkrácený stvol. Listy tvoří růžici buď křehkou nebo natolik pevnou, aby se vytvořila nádržka („listová cisterna“), ze které rostlina získává vodu. V zahradnictví jsou ceněny právě pro zmíněné listové růžice, ale také pro bílé nebo žluté květy.
Řada bromélií je vážně ohrožena, protože přicházejí o přirozené životní prostředí v deštných a mlžných lesích. Sušší podnebí a narušení sezónního typu dešťových srážek díky úbytku deštného lesa proces hynutí urychlují. Až na několik výjimek se bromélie nedokáží přizpůsobit silnějšímu světlu a prudšímu slunci v náhradním lesním prostředí.

## Rozšíření
Guzmánie jsou v přírodě rozšířeny v tropické Americe od jižního Mexika a Floridy po střední Brazílii a Bolívii a rostou i na Karibských ostrovech. Často se však pěstuje, zejména v různých atraktivních barevných kultivarech. Nejčastěji se vyskytují v prostředí s vyšší teplotou ovzduší, ačkoli se s ní někteří přírodovědci setkali v horském a chladném lese v Kolumbii ve výšce až 2 500 m n. m.[zdroj?]